# Herman Reynders
Herman Reynders, né le 1er février 1958 à Hasselt est un homme politique belge flamand, membre du Sp.a.

## Fonctions politiques
- conseiller communal à Hasselt (1989-2009)
- échevin à Hasselt (1995-2004)
- bourgmestre de Hasselt (2005-2009)
- député flamand (2004-2006)
- gouverneur de la province du Limbourg (2009-)